# Kim Young-ho
Kim Young-ho (hangul 김영호, ur. 9 kwietnia 1971 w Nonsan) – koreański szermierz, florecista, złoty medalista olimpijski i trzykrotny medalista mistrzostw świata.
Na igrzyskach olimpijskich w Barcelonie w 1992 roku zajął 8. miejsce w turnieju drużynowym i 37. w indywidualnym. Podczas rozgrywanych cztery lata później igrzysk olimpijskich w Atlancie był siódmy drużynowo i ósmy indywidualnie. Brał również udział w igrzyskach olimpijskich w Sydney w 2000 roku, gdzie indywidualnie wywalczył złoty medal indywidualnie, pokonując w finale Niemca Ralfa Bißdorfa 15:14.
Podczas mistrzostw świata w Kapsztadzie w 1997 roku zdobył srebrny medal w zawodach indywidualnych, przegrywając w finale z Ukraińcem Serhijem Hołubyckim. Na mistrzostwach świata w Chaux-de-Fonds rok później razem z Yu Bong-hyeongiem, Chung Kwang-sukiem i Kim Seung-pyo zajął trzecie miejsce w rywalizacji drużynowej. Następnie zdobył brązowy medal indywidualnie podczas mistrzostw świata w Seulu w 1999 roku. Wyprzedzili go tylko Serhij Hołubycki i Włoch Matteo Zennaro.
Ponadto zdobył złoty medal drużynowo na igrzyskach azjatyckich w Hiroszimie w 1994 roku, brązowy na igrzyskach azjatyckich w Bangkoku w 1998 roku oraz srebrny podczas igrzysk azjatyckich w Pusan cztery lata później.